# Fănel Țîră
Fănel Țîră (n. 8 iunie 1966, Calafat) este un fost fotbalist român care a jucat pe postul de atacant. Este tatăl lui Cătălin Țîră.

## Legături externe
- Fănel Țâră la worldfootball.net
- Fănel Țâră la footballdatabase.eu